# Philippine Madrigal Singers
I Philippine Madrigal Singers sono un coro polifonico filippino fondato nel 1963 dalla professoressa Andrea O. Veneracion, composto da membri di diversi college dell'Università delle Filippine (UP) e diretto da Mark Anthony Carpio.
Il coro è stato insignito di numerosi riconoscimenti, tra cui il primo premio nel 2004 al concorso Certamenes Internacional Habaneras y Polifonia di Torrevieja in Spagna (vincitori di tutte le categorie), nel 2006 primo premio al 2006 Florilege Vocal de Tours a Tours, in Francia, nel 1997 e nel 2007 vincitore del Gran Premio Europeo di Canto Corale, la più importante competizione corale al mondo.
Nel 2016 si aggiudicano il premio Città di Arezzo al Concorso polifonico Guido d'Arezzo e il diritto di partecipare per la terza volta al Gran premio europeo di canto corale.